# Georgette Vallejo
Georgette María Philippart Travers (París, 7 de enero de 1908 - Lima, 4 de diciembre de 1984), conocida como Georgette Vallejo al tomar el apellido de su marido, el poeta peruano César Vallejo, fue una escritora y poeta francesa. Tras la muerte de su esposo en 1938, conservó todos sus manuscritos, salvándolos de una segura desaparición durante los años de la ocupación alemana de París. Luchó durante el resto de su vida por difundir el legado vallejiano. Supervisó minuciosamente la reedición de las obras publicadas en vida por Vallejo, así como la edición de sus trabajos inéditos. Defendió con una tenacidad muchas veces incomprendida, la integridad de la vida y obra del poeta.

## Biografía

### Primeros años
Georgette Marie nació en París el 7 de enero de 1908. Sus padres fueron Alexandre Jean Baptiste Philippart y Marie Travers, dos jóvenes que nunca convivieron ni se casaron. Georgette no llegó a conocer a su padre, quien se alistó en el ejército francés en 1906; por ese motivo adoptó el apellido Travers de su abuelo materno, en vista de que su madre era aún menor de edad.
En 1914 una tuberculosis le afectó los nódulos de sus extremidades inferiores. Ese mismo año estalló la Primera Guerra Mundial y su padre, enrolado en el ejército, murió tras recibir una grave herida en la batalla del Marne. Sin embargo, antes de morir, a través de una carta testamentaria oficializada en 1917, reconoció a Georgette como su hija, quien adoptó entonces el apellido Philippart.
Para ponerla a buen recaudo, la pequeña Georgette fue enviada a Bretaña. Allí realizó sus estudios primarios y secundarios en el colegio Sevigné de Vitré, de la inspección académica de Rennes, que los culminó en 1922. Luego viajó a París, para trabajar como costurera al servicio de su madre, quien, junto con madame Virot y madame Lanvin, constituían el llamado “Grupo Real”, pues diseñaban, exclusivamente, los vestidos para las reinas de Europa.
Viajó a Londres para proseguir su formación educativa. Realizó estudios de violonchelo que, junto con la guitarra, era su instrumento más preciado. De vuelta a París en 1924, continuó sus estudios por la noche, recibiendo cursos de música y español. De día siguió trabajando como costurera en el pequeño taller de su madre.

### Encuentro con Vallejo
Fue en el año de 1926 cuando Georgette vio por primera vez al poeta peruano César Vallejo. Este se hallaba en París desde 1923; trabajaba entonces en el Grands journaux Ibero-Americaine y vivía en el Hotel Richelieu de la calle Molière N.º 20. Justo al frente, en el N.º 19 y separado por una calle estrecha, vivía Georgette con su madre, en un pequeño departamento situado en el cuarto piso. Vallejo la vio por primera vez desde la ventana de su habitación de hotel, que daba justo a la ventana del departamento de Georgette. Ella, por entonces una bella joven de 17 años, le causó una gran impresión.
«Desde mayo de 1926, recién conozco a Vallejo» –ha referido por su parte Georgette– «sólo de vista, pues nunca nos hablamos y ni siquiera ha buscado entablar una conversación». Por entonces, Vallejo mantenía una relación amorosa con una joven llamada Henriette Maisse, a quien conoció en el café de la Régence, frente a la Comedia Francesa, convivencia que finalizaría en octubre de 1928.
En  pleno invierno parisino, febrero de 1927, al caer la noche, Georgette se encontró por fin frente a frente con César Vallejo, quien le dirigió la palabra. «Vallejo, quitándose el sombrero me saluda y veo una gran luminosidad blanca-azul alrededor de su cabeza…». La escena tuvo lugar en la calle Montpensier que bordea el jardín del Palais Royal cerca del Hotel Richelieu. El poeta la invitó a un encuentro en Le Carillon, un café de la Avenida de la Ópera donde solía tomar el desayuno y leer los periódicos.
Se dice que Henriette, la pareja de Vallejo, se enojó muchísimo al saber que el poeta frecuentaba a Georgette y fue a quejarse a la madre de la muchacha, Marie Travers. Esta se opuso al romance, pues el poeta no ofrecía ninguna seguridad económica a su hija. Incluso, para evitar esos encuentros, envió a Georgette a la casa de unos familiares, en Orleans. Pero Marie falleció el 12 de noviembre de 1928, a la edad de 40 años. Georgette compró una fosa con dos tumbas en el cementerio Montrouge, una para su madre y la otra reservada para ella misma. César Vallejo la visitó para darle sus condolencias y le propuso iniciar una vida juntos. Georgette no le respondió todavía. Al año siguiente, ella recibió la herencia completa de sus padres (un total de 280 000 francos) y empezó a convivir con Vallejo. En cuanto a Henriette, se alejó definitivamente de la vida de Vallejo.

### Los viajes por Europa

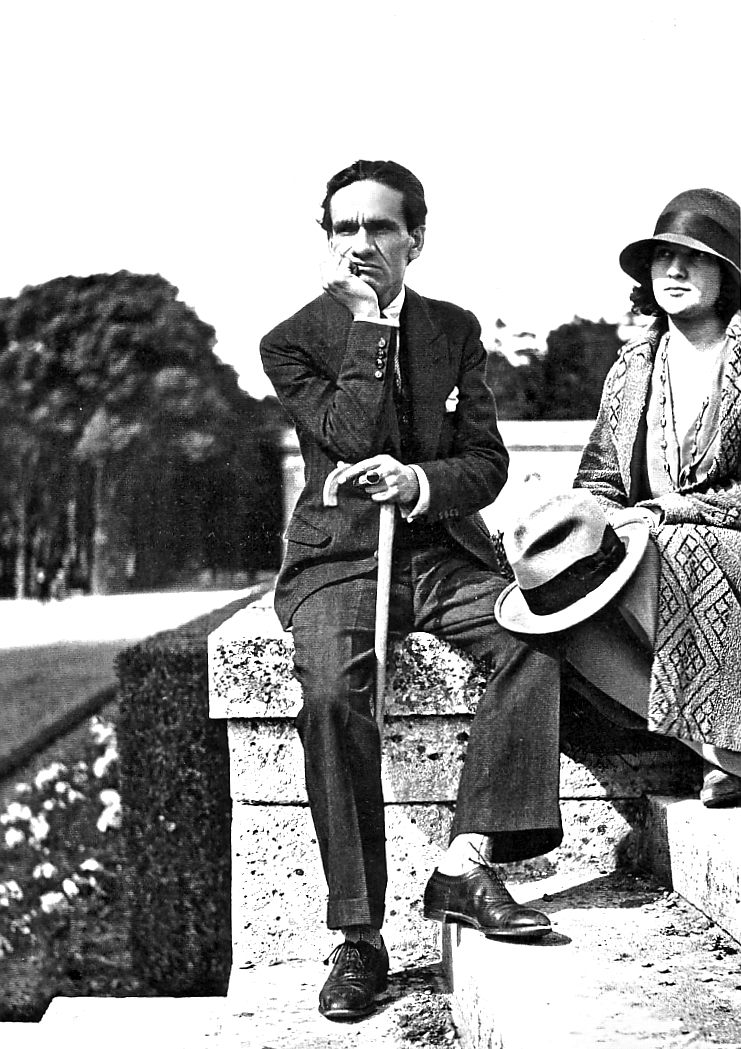
Georgette al lado de Vallejo en París, en el Parque de Versalles. Fotografía icónica tomada por Juan Domingo Córdoba. Verano de 1929.

En septiembre de 1929, Georgette viajó con César Vallejo a la Unión Soviética. Era el segundo viaje del poeta a dicho país, pues el primero lo había realizado en 1928. Pero esta vez, su gira se prolongó por varios países y ciudades europeas, respaldado por los recursos pecuniarios de Georgette. En mayo de 1930, ambos viajaron a España, con ocasión de la reedición del poemario Trilce que Juan Larrea había dado a conocer a José Bergamín y Gerardo Diego.
Después de realizar dichos viajes europeos, la pareja retornaba a París, ciudad por la que el poeta sentía una fascinación especial. Ambos se consideraban marxistas y comprometidos por la lucha social. Todo ello le trajo consecuencias a Vallejo. Sus dos viajes a la Unión Soviética, así como reuniones y entrevistas sospechosas, además de ser lector del diario L´Humanité, determinaron su expulsión de Francia, el 2 de diciembre de 1930. El gobierno francés le dio un plazo de casi dos meses para abandonar el país, pero antes de que se venciera, la pareja abandonó el país.
Vallejo y Georgette viajaron a España el 29 de diciembre de 1930 y llegaron a Madrid en víspera de año nuevo. Allí Vallejo publicó Rusia en 1931, un libro de crónicas sobre su experiencia en suelo soviético. La obra se convirtió en un éxito editorial y los ingresos le permitieron vivir tranquilamente por algún tiempo. Pero poco después volvieron nuevamente los aprietos económicos, pues sus obras literarias –de carácter marxista– fueron rechazadas sistemáticamente por los editores. El poeta salvó a duras penas dicha situación realizando traducciones. El 15 de octubre de 1931, Vallejo hizo su tercer y último viaje a Moscú, para asistir a un Congreso Internacional de Escritores.
En enero de 1932, Georgette regresó a París con la finalidad de arreglar la situación de Vallejo en su país y descubrió que su casa había sido intervenida por la policía secreta. Por entonces, cayó enferma. Luego de una delicada operación quirúrgica, se restableció en la casa de reposo Maison Carrée de Chantilly, recomendada y acompañada por Delia del Carril (la que luego sería pareja de Pablo Neruda).
El 11 de febrero de 1932, Vallejo salió de España y regresó clandestinamente a París. Solucionó su situación de residencia con la intervención del ministro del Interior Camille Chautemps. Pero su mala situación económica no mejoró. En octubre de 1933, Vallejo y Georgette dejaron el departamento de la calle Molière y se alojaron en un hotel. Georgette ingresó a trabajar en el Conservatorio Nacional de Artes y Oficios de París como “dama verificadora temporal”.

### Matrimonio
El 11 de octubre de 1934, a las 11:15 de la mañana, después de una convivencia de seis años, Georgette y César contrajeron matrimonio civil, en la Municipalidad del Distrito 15 de París. Fueron testigos Ismael González de la Serna –pintor granadino, amigo de Federico García Lorca– y su cónyuge, Susanne Putois. La pareja vivía por entonces en el N.º 41 de Boulevard Garibaldi; posteriormente se trasladaron al Hotel du Maine (1936).
Al estallar la guerra civil española, Georgette y Vallejo, fieles a sus principios, se entregaron totalmente a colaborar con el bando republicano. Viajaron dos veces a España. Vallejo escribió artículos y apoyó la creación de los Comités de Defensa de la República Española, amenazada por el fascismo. Georgette asumió también la lucha antifascista.

### Viudez
Después de una febril etapa que transcurrió entre los últimos meses de 1937, en la que se puso a escribir muchos poemas u obras literarias, Vallejo cayó enfermo un 13 de marzo y murió el 15 de abril de 1938, a las 9.20 de la mañana. Tenía entonces 46 años de edad. Georgette cedió su tumba de Montrouge a su marido. A causa de esta irreparable pérdida, recordó: «Cuando él murió, estuve ciega durante cuatro horas. Estuve loca». Al año siguiente, junto con Raúl Porras Barrenechea, editó y publicó la obra poética póstuma de Vallejo, que tituló: Poemas humanos.
El 5 de diciembre de 1958, ante los intentos de repatriación de los restos del poeta, dictaminó: «Yo, Georgette Philippart, viuda de César Vallejo, me opongo formalmente, bajo cualquier pretexto que sea, a la apertura de mi fosa… donde reposan… los restos de mi esposo, Sr. César Vallejo. Esta tumba me pertenece y nadie puede abrirla en mi ausencia y sin mi autorización». En 1961, el alcalde de Montrouge le dio al razón.
El 3 de abril de 1970, Georgette trasladó los restos de César Vallejo al cementerio de Montparnasse –a través de la casa de pompas fúnebres Manonvillar– y quedó ubicado en la 12º División,  4º Línea del Norte, N.º 7. Georgette firmó: «Para que se cumpliera el deseo de Vallejo y el mío», y en la tumba el epitafio: «He nevado tanto, para que duermas».

### Viaje al Perú
Georgette emprendió un viaje a Perú, la tierra de su difunto cónyuge. Llegó al puerto del Callao el domingo 6 de mayo de 1951 y fue recibida por Raúl Porras Barrenechea y Sebastián Salazar Bondy, entre otros. Un año después, el 4 de octubre de 1952, viajó a  Santiago de Chuco; al llegar a la puerta de la casa de nacimiento del poeta, dijo en tono muy entristecido: «Llego a la casa de Vallejo, pero sin Vallejo». En 1957 o 1958, Porras obtuvo del Ministerio de Educación que se le concediera una modesta pensión vitalicia.
En Lima empezó una incesante lucha por hacer respetar la vida y la obra de Vallejo. Su celo al respecto fue muchas veces incomprendido. Rechazó con dignidad el ofrecimiento del editor Juan Mejía Baca quien le propuso 30 000 soles por toda la producción de Vallejo. Criticó la actitud del poeta español Juan Larrea, autoproclamado vallejista o “estudioso de Vallejo”, quien en 1957 visitó Lima: «Quien no escribió una línea sobre Vallejo cuando vivía, se convierte luego en su más empeñoso intérprete». También por entonces arremetió contra los dibujos sobre Vallejo hechos por Picasso, pues los consideraba como «una infame y siniestra deformación» del rostro real del poeta.
Muy recordado es también su enfrentamiento con otro poeta español, Gerardo Diego, quien se presentó en la Universidad de San Marcos para disertar sobre Vallejo en 1964. Dicho poeta tuvo la poca delicadeza de decir que Vallejo se había muerto debiéndole algunas pesetas, lo que hizo que Georgette reaccionara airada, defendiendo la memoria de su esposo.
En ese mismo año de 1964 publicó su obra poética Masque de Chaux (Máscara de cal). En 1965 rechazó todo intento de musicalizar los poemas de Vallejo. En 1966 el gobierno peruano le redujo drásticamente su pensión, la misma que dejaría de otorgarle en 1968.
En 1967 editó y publicó toda la narrativa del poeta: César Vallejo. Novelas y cuentos completos. En 1968 hizo lo mismo con toda su Obra poética completa (edición facsimilar). En octubre de 1969 le ganó un juicio a la Editorial Losada, por haber publicado sin su autorización Poemas humanos y España, aparta de mí este cáliz.
Fiel a su estilo, durante un evento público, Georgette le dio una bofetada al editor Carlos Milla Batres, debido a que este había incumplido su promesa de publicar una foto de Vallejo que había reservado para la carátula del “Homenaje internacional” al poeta por la revista Visión del Perú. En lugar de la foto, Milla Batres colocó un óleo de Macedonio de la Torre, con una representación irreconocible del poeta, al menos para el público común, que Georgette calificó de afeminada.
En 1974 respondió a los insultos y calumnias que Juan Larrea le dirigiera desde su revista Aula Vallejo: «Juan Larrea es un impostor y de la más repugnante inmundicia». Ninguna de las acusaciones de Larrea, como esa de que Georgette se practicara varios “malogros” o abortos, o de que alterara arbitrariamente los manuscritos del poeta, han sido comprobadas, siendo por lo demás, acusaciones inverosímiles.
En 1977 reeditó Máscara de cal y en 1978 publicó su obra máxima: Allá ellos, allá ellos, allá ellos, páginas en defensa de la vida y obra de Vallejo.  En 1979 editó y publicó el Teatro completo de Vallejo.

### Fallecimiento
Durante sus últimos años, su única compañía era Rosa Espinoza, empleada de su hogar, viviendo ambas en el edificio Marsano. Vivía además con varios gatos. Era descrita como intratable y solitaria, siendo en realidad muy incomprendida.
Su ocaso se inició una mañana del mes de noviembre de 1978, cuando ya sobrepasaba los 70 años de edad. Mientras se dedicaba a alimentar a sus mascotas, tropezó y rodó por las escaleras de su casa. Las consecuencias fueron funestas: hemiplejia parcial, accidente cerebrovascular y arteriosclerosis senil. Fue hospitalizada en la Maison de Santé, una clínica de la Sociedad Francesa de Beneficencia, que le prestó atención gratuita.
En tal estado, continuó bregando para impedir la repatriación de los restos de Vallejo. Expresó sus razones: «Porque en su tierra le dieron de palos, lo maltrataron y yo soy obediente a su voluntad». Según su testimonio, que nunca ha sido desmentido, la voluntad de Vallejo había sido que lo sepultaran en el cementerio de Montparnasse, tal como se había esforzado Georgette en cumplirla. La última entrevista que concedió fue en 1981. 
Sus últimos meses de vida la paso confinada en una silla de madera (no tenía dinero para una silla de ruedas). Su rutina era de la clínica a su casa y de su casa a la clínica. El 3 de diciembre de 1984, a las 5:00 de la tarde, entró en coma. Tenía paralizado medio cuerpo y sufría complicaciones respiratorias, renales y un edema pulmonar. Sus últimas horas las pasó bajo una carpa de oxígeno. Falleció en la madrugada del 4 de diciembre. Su vida y su obra apenas empiezan a ser revalorizadas.

### Sepultura
Georgette tuvo el deseo de que sus restos descansaran junto con los de Vallejo en París, pero permitió finalmente que su cuerpo fuera sepultado en suelo peruano. Las enfermeras de la clínica donde murió le cedieron una tumba en el cementerio de La Planicie, en La Molina, descansando ahí desde entonces. Aunque en años posteriores se intentó iniciar gestiones para que sus restos fueran enterrados junto con Vallejo en Francia, esto no ha prosperado.

## Publicaciones
- Masque de Chaux (Máscara de cal). Lima, UNMSM, 1964. Ramillete de poemas dedicados a Vallejo y a su madre Marie Travers. Ella misma declara: “Poemas bien modestos. 30 están dedicados a Vallejo”. Son versos cargados de hondos pesares estigmatizados, que constituyen un himno al amor incondicional y absoluto.
- Apuntes biográficos sobre poemas en prosa y poemas humanos, incluido como apéndice en la Obra Poética Completa. Lima, Francisco Moncloa Editores, 1968. Escrito biográfico donde hace valiosas aclaraciones en torno a la vida y obra del poeta.
- Allá ellos, allá ellos, allá ellos. Lima, 1978. Libro de corte autobiográfico en el que refutó a algunos amigos y estudiosos de Vallejo, que la criticaban severamente.

### Edición de la obra de César de Vallejo
Su mayor labor, fue sin duda, la de conservar y difundir las obras póstumas de Vallejo. Cada obra de manera individual o bien formando parte de una recopilación de obras completas, de acuerdo a su género, juntamente con otras que ya habían sido publicadas en vida del autor. Entre las ediciones publicadas bajo su lupa directriz y correspondiente autorización, están las siguientes:
- Poemas humanos. Edición parisina de Les Editions des Presses Modernes, 1939. con el apoyo de Raúl Porras Barrenechea.
- Novelas y cuentos completos. Lima, Francisco Moncloa Editores y Georgette de Vallejo, 1967. Abarca: Escalas melografiadas, Fabla salvaje, Sabiduría, El Tungsteno, Hacia el reino de los Sciris, Paco Yunque y cuentos inéditos (El niño del carrizo, Viaje alrededor del porvenir, Los dos soras y El vencedor).
- Obra poética completa. Edición con facsímiles. Lima, Francisco Moncloa Editores y Georgette de Vallejo, 1968. Abarca: Los heraldos negros, Trilce, Poemas en prosa, Poemas humanos y España, aparta de mí este cáliz.
- Contra el secreto profesional. Lima. Mosca Azul, 1973.
- El arte y la revolución, Lima, Mosca Azul, 1973.
- Teatro completo. Lima, Universidad Católica del Perú, 1979. 2 tomos. Prólogo, traducción y notas de Enrique Ballón Aguirre. Comprende 4 piezas teatrales: Entre las dos orillas corre el río, Lock-out, Colacho hermanos y La piedra cansada.
- Obra poética completa. Edición con facsímiles. Caracas. Biblioteca Ayacucho, 1979. Prólogo, traducción y notas de Enrique Ballón Aguirre.